# Wjatscheslaw Iwanowitsch Starschinow
Wjatscheslaw Iwanowitsch Starschinow (russisch Вячеслав Иванович Старшинов; * 6. Mai 1940 in Moskau, Russische SFSR) ist ein ehemaliger russischer Eishockeyspieler (Center) und -trainer.

## Karriere

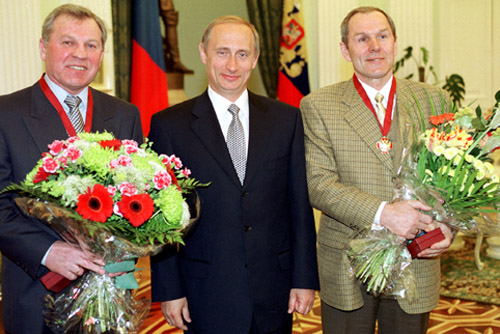
Starschinow (rechts) mit Wladimir Putin (Mitte) und Boris Majorow

Wjatscheslaw Starschinow begann seine Karriere 1957 bei Spartak Moskau. Hier war er in den folgenden Jahrzehnten der dominierende Stürmer mit 405 Toren in 540 Spielen. Dreimal gewann er mit seinem Team die Sowjetische Meisterschaft. 1972 beendete er zunächst seine Spielerkarriere und wurde Cheftrainer bei Spartak, ehe er zur Saison 1974/75 wieder uafs Eis zurückkehrte. 1975 verließ er die UdSSR, um drei Saisons in der japanischen Liga bei Ōji Seishi Ice Hockey Bu zu verbringen. Als Spielertrainer führte er seine Mannschaft zu zwei Meisterschaften. 1978/79 verbrachte er seine letzte Saison bei Spartak Moskau.

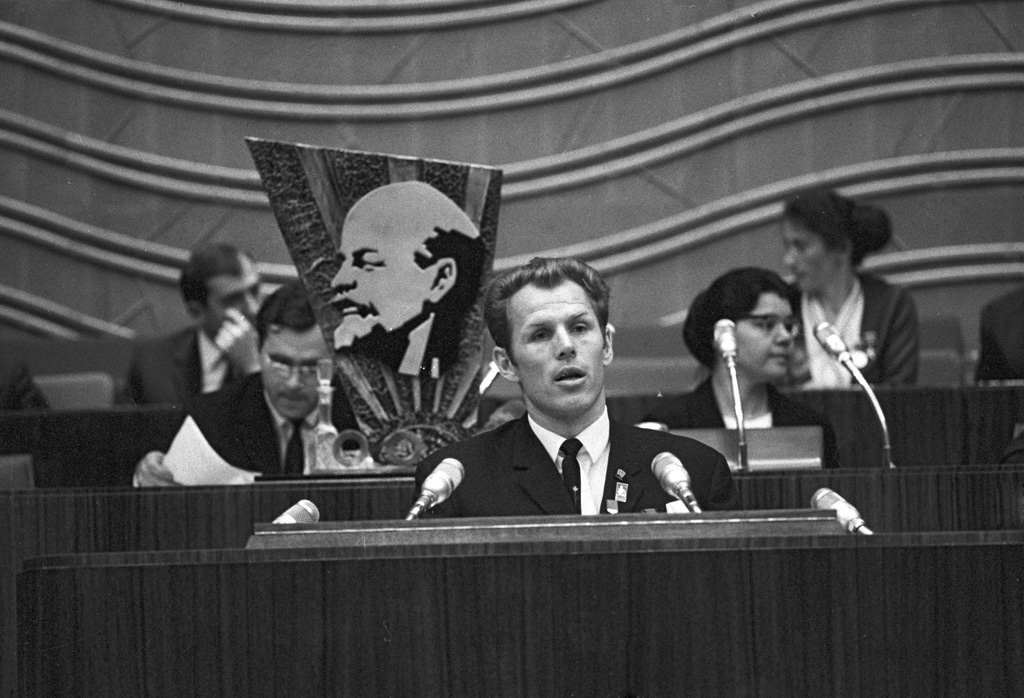
Wjatscheslaw Starschinow als Delegierter des 16. Kongresses des Komsomol

International spielte er bei zehn Eishockey-Weltmeisterschaften für die Sbornaja und gewann mit ihnen neun Goldmedaillen in Folge (1963 bis 1971); bei der Weltmeisterschaft 1965 wurde er zudem als bester Stürmner ausgezeichnet. Darüber hinaus nahm er zweimal an den Olympischen Spielen teil und gewann beide Male die Goldmedaille (1964 und 1968). Bei 182 Länderspieleinsätzen erzielte er insgesamt 149 Tore.
2004 wurde er mit der Aufnahme in die Russische Hockey Hall of Fame und 2007 mit der Aufnahme in die IIHF Hall of Fame geehrt.

## Erfolge und Auszeichnungen
- Goldmedaille bei den Weltmeisterschaften 1963 – 1971
- Goldmedaille bei den Olympischen Spielen 1968, 1968
- Sowjetischer Meister mit Spartak Moskau 1962, 1967, 1969
- 1968 Ehrenzeichen der Sowjetunion
- 1965 Orden des Roten Banners der Arbeit
- Medaille „Veteran der Arbeit“
- Jubiläumsmedaille „Zum Gedenken an den 100. Geburtstag von Wladimir Iljitsch Lenin“
- 1995 Orden der Freundschaft
- 2000 Verdienstorden für das Vaterland (4. Grad; 3. Grad 2007)
- 2000 Olympischer Orden
- 2007 Aufnahme in die IIHF Hall of Fame
- 2010 Orden der Ehre